# Traité de Saint-Pétersbourg de 1805
Pour les articles homonymes, voir Traité de Saint-Pétersbourg.
Le Traité de Saint-Pétersbourg de 1805 est un traité d'alliance signé le 11 avril 1805 entre le Royaume-Uni et la Russie par lequel cette dernière entre dans la Troisième Coalition contre la France au côté du Royaume-Uni.
Les deux États se donnent pour buts l'évacuation du Hanovre, l'indépendance de la Hollande et de la Suisse, le rétablissement du roi de Sardaigne en Piémont, l'entière évacuation de l'Italie et l'encerclement de la France par une série d'États puissants.
Le Royaume-Uni s'engage à verser 1,25 million de livres sterling par tranche de 100 000soldats russes levés.